# Розенфельд, София
София Розенфельд (Sophia Rosenfeld; род. 29 ноября 1966) — американский историк, специалист по интеллектуальной, культурной и политической истории современного Запада, именной профессор и завкафедрой Пенсильванского университета, где трудится с 2017 года. Прежде профессор Йеля (трудилась там с 2015).
Окончила Принстон (бакалавр, 1988). Степень доктора философии получила в Гарварде (1996), перед чем там же получила степень магистра (1990). Именной профессор (Walter H. Annenberg Professor) истории и завкафедрой истории Пенсильванского университета, где трудится с 2017 года. Прежде профессор истории Йеля (трудилась там с 2015), перед чем на протяжении 18 лет преподавала в Университете Вирджинии.
В 2013—2017 годах соредактор журнала Modern Intellectual History.
Публиковалась в American Historical Review, Journal of Modern History, French Historical Studies, William and Mary Quarterly, New York Times, Washington Post, Dissent, Nation.
Автор трех книг: A Revolution in Language: The Problem of Signs in Late Eighteenth-Century France (Stanford, 2001); Common Sense: A Political History (Harvard, 2011), отмеченной Mark Lynton History Prize (2012) и Society for Historians of the Early American Republic Book Prize (2011); Democracy and Truth: A Short History (Penn Press, 2019).
Don Herzog называл её «одним из наших самых дерзких и одаренных историков».